# Deutsche Gesellschaft für Berg- und Expeditionsmedizin
Die Deutsche Gesellschaft für Berg- und Expeditionsmedizin e. V. (BExMed) ist ein deutscher Verein zur wissenschaftlichen und praxisnahen Förderung der Bergmedizin mit Sitz in Haar (bei München).

## Geschichte
Der Verein wurde im November 1996 in München gegründet, nachdem sich wenige Jahre zuvor österreichische und deutsche bergbegeisterte Ärzte in der Österreichischen Gesellschaft für Alpin- und Höhenmedizin zusammengeschlossen hatten. Gründungsmitglieder des Vereins waren Rainald Fischer, Herbert Forster, Wolf-Dieter Hirsch, Thomas Hochholzer, Christoph Kruis, Bernhard Lauber, Gertrud Mayer, Kurt-A. Riel, Wolfgang Schaffert, Jörg Schneider, Gabriele Stadler und Walter Treibel. Wolfgang Schaffert war der erste Präsident der Gesellschaft.
Neben der ÖGAHM ist die BExMed inzwischen zu einer der weltweit mitgliederstärksten Fachgesellschaft in der Höhenmedizin gewachsen. Enge Zusammenarbeit erfolgt mit nationalen und internationalen Fachgesellschaften, wie der IKAR sowie der International Society for Mountain Medicine und der Union Internationale des Associations d’Alpinisme.
Seit 1992 führen die ÖGAHM und die BExMed gemeinsam eine Alpinarztausbildung in Kooperation mit den Instituten für Sportwissenschaften der Universitäten Salzburg und Innsbruck und dem Österreichischen Bergrettungsdienst durch. Die Lehrgänge können mit dem Diploma in Mountain Medicine und dem Diploma in Wilderness and Expedition Medicine abgeschlossen werden.
Seit 1997 ist die Zeitschrift „Flug- und Reisemedizin“ das Publikationsorgan. Aktuell erscheint die, nun in „Flugmedizin Tropenmedizin Reisemedizin“ umbenannte Zeitschrift, 6 Mal jährlich im Thieme-Verlag.
Als gemeinsames Organ der Österreichischen Gesellschaft für Alpin- und Höhenmedizin und der Deutschen Gesellschaft für Berg- und Expeditionsmedizin erscheint der „Alpinmedizinische Rundbrief“ 2 Mal jährlich.
2013 wurde Peter Bärtsch, 2016 auch Franz Berghold und Wolfgang Schaffert als Ehrenmitglieder der Gesellschaft ausgezeichnet.